# Reciful Kingman
Reciful Kingman (engleză: Kingman Reef) este un atol în Oceanul Pacific de nord fiind considerat un teritoriu nord-american neîncorpoarat, situat la 61 km nord-vest de Palmyra și cca. la 1713 km sud-vest de Honolulu.

## Istoric
Căpitanul navei americane (Brigg Betsy) Edmund Fanning descoperă reciful la data de 14 iunie 1798, relatând în jurnalul de bord, despre eventualul pericol al eșuării vasului pe reciful de corali, în cazul în care el n-ar fi oprit la timp bricul (corabie cu două catarge). Căpitanul face o descriere detailată a recifului: Reciful sau bancul de nisip are o formă semilunară ce se întinde pe direcția nord-sud având o lungime de peste 6 mile, cu ape puțin adânci cuprinse între brațele semilunii, fără a descoperi un loc de uscat care să nu fie acoperit de apă. Pe unele hărți marine locul fiind denumit ca „Danger rock“  (stâncă periculoasă).
Reciful va fi denumit de ofițerul de marină W.E. Kingman, de pe bordul navei Shooting Star, care vizitează reciful la data de 29 noiembrie 1853 eveniment care va fi relatat în ziarul "The Friend" din Honolulu. 
In articolul din ziar el amintește de pericolul pe care-l prezintă reciful pentru navigație, reciful putând fi deosebit de periculos noaptea când vizibilitatea este redusă. In legea americană guano din 1856 reciful este anexat sub denumirea "Danger" (pericol) de SUA. La data de 10 mai 1922 va fi folosită laguna recifului de compania de avioane Pan American World Airways iar din anul 2001 va fi declarat rezervație naturală.

## Geografie și climă
Datorită suprafeței mici și altitudinii joase determină ca suprafața triunghiulară a recifului este inundată frecvent de apele marine, nefiind posibilă creșterea unei vegetații insulare, pământul fiind steril. Punctul cel mai înalt al recifului se înalță cu 1 m deasupra nivelului mării, pe recif domnește o climă tropicală influențată intens de vânturile ce bântuie în această regiune.

## Galerie de imagini

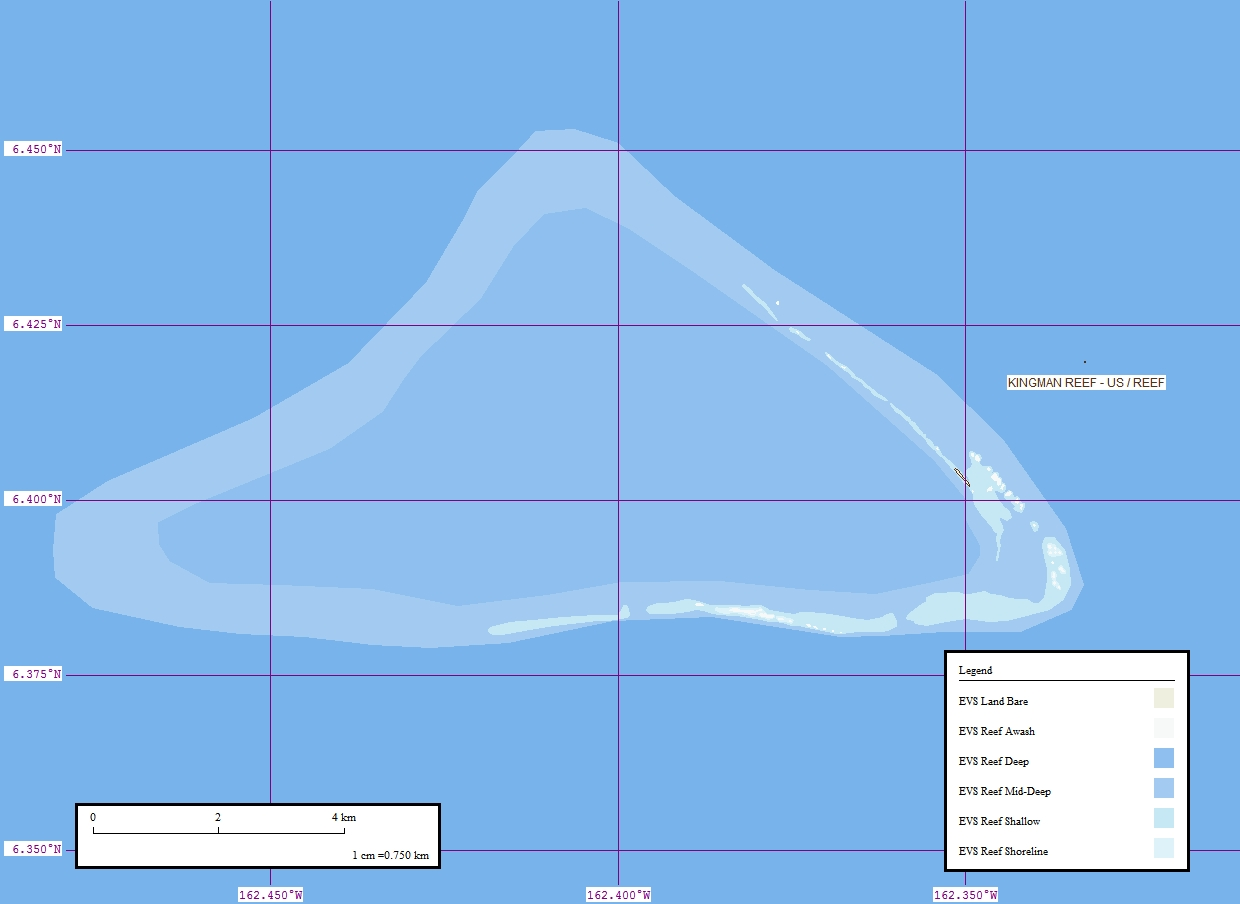
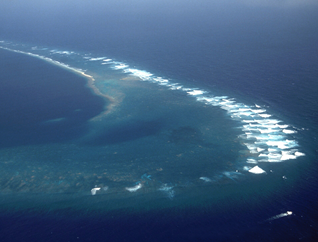
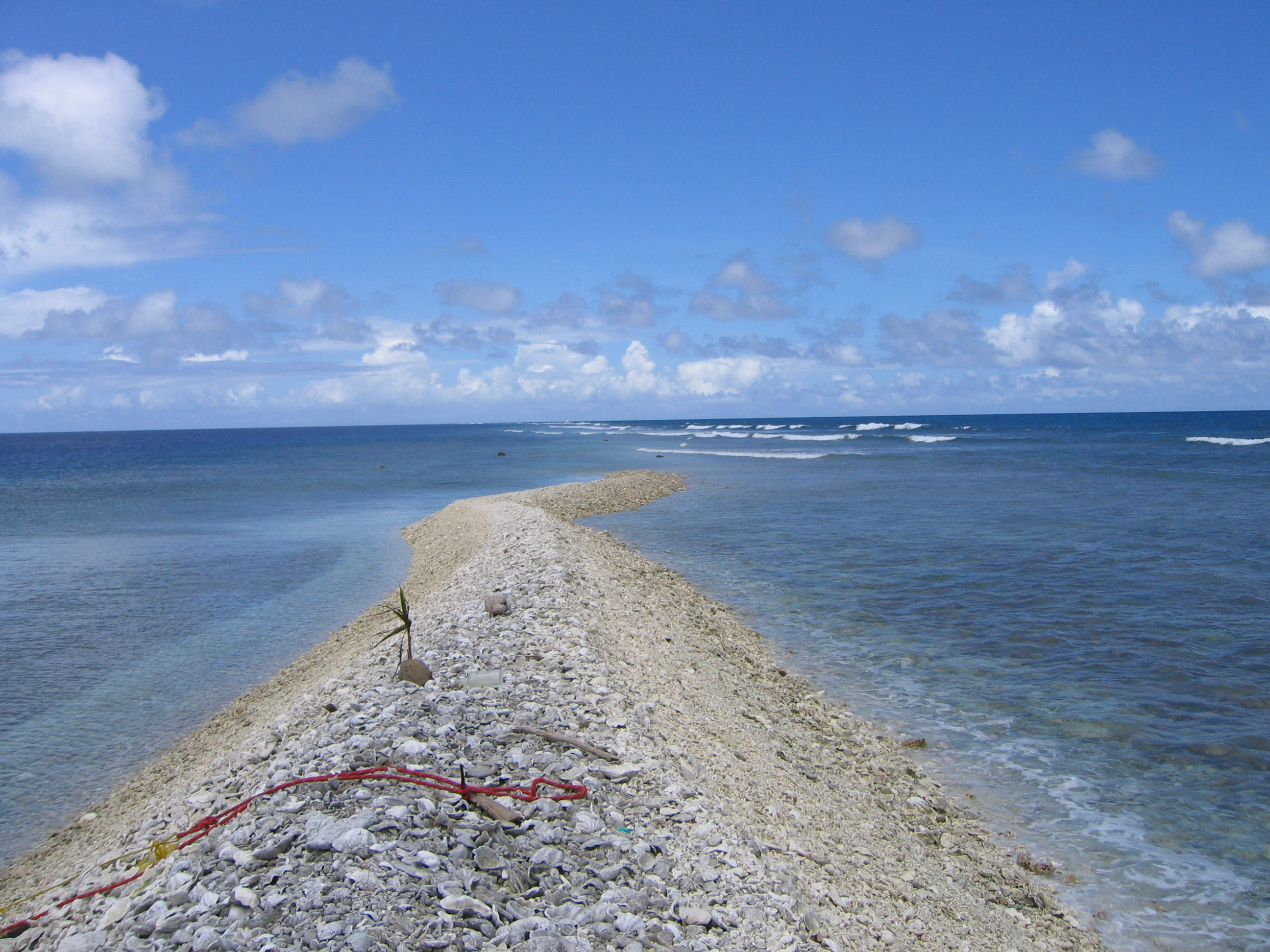
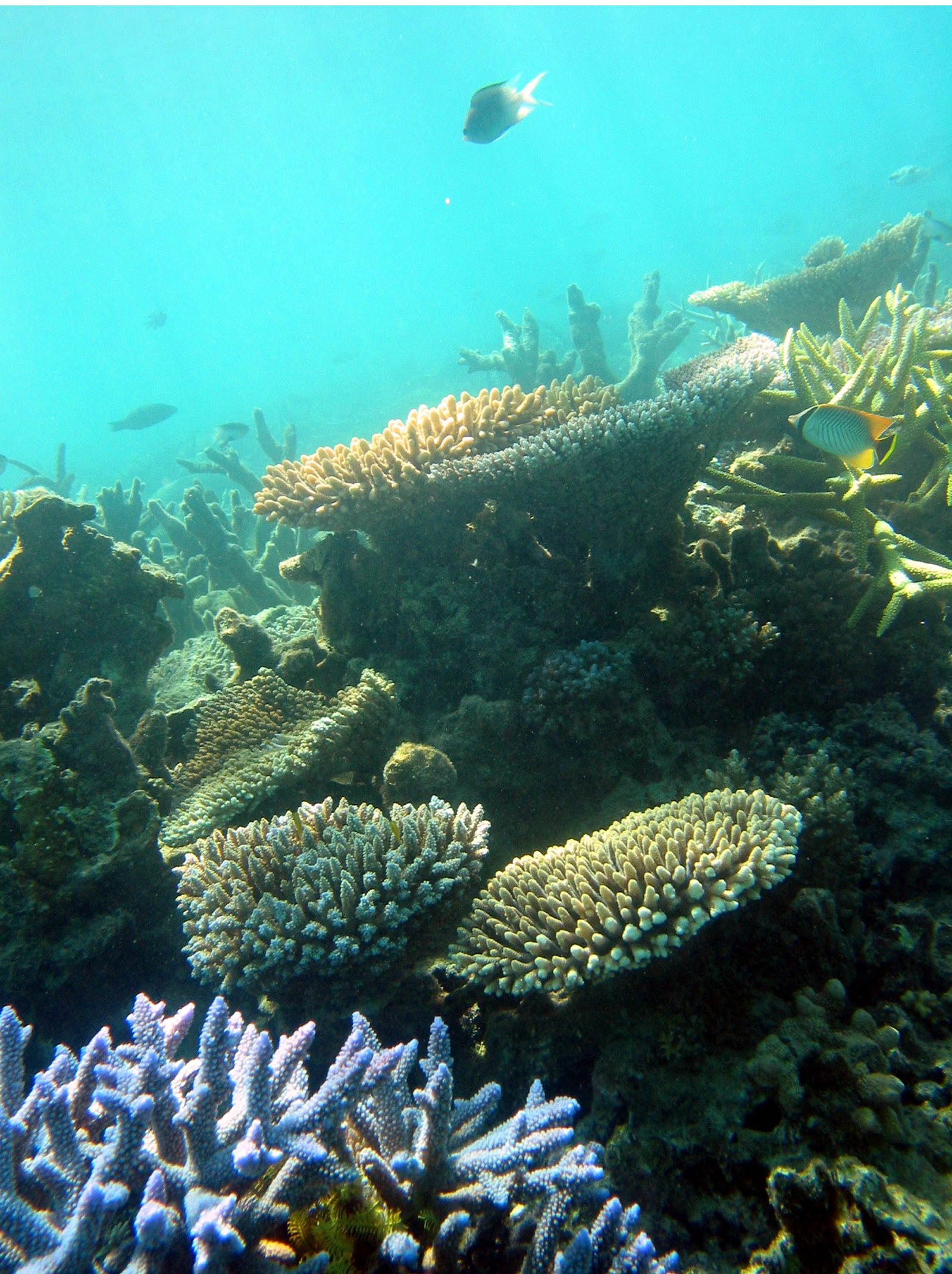